# Ньянья
Ньянья (фр. Gnagna) — одна из 45 провинций Буркина-Фасо. Находится в Восточном регионе, административный центр провинции — город Боганде. Площадь Ньянья — 8468 км².
Население по состоянию на 2006 год — 407 639 человек.

## Административное деление
Ньянья подразделяется на 7 департаментов.